# Animal Tracks (album VB)
Animal Tracks drugi je studijski album britanskog rock sastava The Animals koji izlazi 1965.g. Album zauzima #6 mjesto na britanskoj Top listi.

## Popis pjesama

### Strana prva
1. "Mess Around" – 2:23
2. "How You've Changed" – 3:15
3. "Hallelujah I Love Her So" – 2:49
4. "I Believe to My Soul" – 3:28
5. "Worried Life Blues" – 4:16
6. "Roberta" – 2:07

### Strana druga
1. "I Ain't Got You" – 2:32
2. "Bright Lights Big City" – 2:57
3. "Let the Good Times Roll" – 1:57
4. "For Miss Caulker" – 4:02
5. "Roadrunner" – 2:49

## Vanjske poveznice
- Diskografija The Animalsa (engleski)